# Кубок Казахстана по футболу 1998/1999
Кубок Казахстана по футболу 1998—1999 годов — 7-й розыгрыш национального Кубка, в котором вновь приняли участие 14 клубов.
Финальный матч состоялся 16 июля 1999 года на Центральном стадионе города Алма-Ата.
Победителем Кубка стал кызылординский «Кайсар-Hurricane», обыгравший в финале усть-каменогорский «Восток-Алтын».

## Схема турнира
Соревнования в рамках Кубка Казахстана 1998—1999 годов проводились с 6 мая 1998 года по 16 июля 1999 года, к ним были допущены клубы, игравшие в высшей лиге.
На каждой стадии турнира, кроме финального матча, команды, поделённые жребием на пары, играли 2 матча, по итогам которых проигравшая сторона покидала турнир.
Победители пар встречались друг с другом с учётом определённой жребием турнирной сетки. Места проведения первых и ответных матчей также определялись жребием (команда, названная первой, была хозяином поля в первом матче).
В случае ничьей по итогам двух игр вначале действовало правило преимущества команды, которая забила больше мячей на чужом поле, а в других случаях назначались 2 дополнительных тайма по 15 минут, игра в которых продолжалась до первого забитого гола.
В случае ничейного результата и после дополнительного времени победитель определялся в серии послематчевых пенальти.
Полуфиналы и финал проводились весной и летом следующего года.

## 1/8 финала
Матчи состоялись с 6 мая по 15 июля 1998 года.
| название                        | счёт | название                     | 1-й матч | 2-й матч |
| ------------------------------- | ---- | ---------------------------- | -------- | -------- |
| Шахтёр-Испат-Кармет (Караганда) | 3:2  | Булат (Темиртау)             | 1:0      | 2:2      |
| Батыр (Экибастуз)               | 4:3  | Тараз (Тараз)                | 3:1      | 1:2      |
| Химик (Степногорск)             | 3:4  | Кайсар-Hurricane (Кызылорда) | 2:1      | 1:3      |
| Наша Кампания (Астана)          | 0:7  | Елимай (Семипалатинск)       | 0:1      | 0:6      |
| ЦСКА-Кайрат (Алма-Ата)          | 5:1  | Астана (Астана)              | 4:0      | 1:1      |
| Иртыш (Павлодар)                | 6:2  | Жигер (Шымкент)              | 4:1      | 2:1      |

## 1/4 финала
Матчи состоялись с 26 июля по 22 октября 1998 года.
| название               | счёт | название                        | 1-й матч | 2-й матч |
| ---------------------- | ---- | ------------------------------- | -------- | -------- |
| Батыр (Экибастуз)      | 2:1  | Шахтёр-Испат-Кармет (Караганда) | 1:1      | 1:0      |
| Елимай (Семипалатинск) | 2:6  | Кайсар-Hurricane (Кызылорда)    | 1:2      | 1:4      |
| Иртыш (Павлодар)       | 1:4  | ЦСКА-Кайрат (Алма-Ата)          | 1:1      | 0:3      |
| Нарын (Уральск)        | 0:8  | Восток (Усть-Каменогорск)       | 0:1      | 0:7      |

## 1/2 финала
Матчи состоялись с 4 мая по 6 июля 1999 года.
| название                     | счёт | название                        | 1-й матч | 2-й матч |
| ---------------------------- | ---- | ------------------------------- | -------- | -------- |
| Кайсар-Hurricane (Кызылорда) | 7:1  | Батыр (Экибастуз)               | 3:1      | 4:0      |
| ЦСКА-Кайрат (Алма-Ата)       | 1:4  | Восток-Алтын (Усть-Каменогорск) | 0:1      | 1:3      |

## Финал
| 16 июля 1999                 | \| Кайсар-Hurricane (Кызылорда) \| 1:1 \| Восток-Алтын (Усть-Каменогорск) \| \| Есмуратов 80′ \| Голы \| Антропов 83′ \| | Центральный стадион Алматы Зрителей: 2 500 Судья: А. Кулаков (Алматы) |
| Кайсар-Hurricane (Кызылорда) | 1:1 | Восток-Алтын (Усть-Каменогорск)                                       |
| Есмуратов 80′                | Голы | Антропов 83′                                                          |

| Серия пенальти:           |     |                                            |
| Кицак · Скляров · Ахмедов | 2-0 | Евтеев · Филимонов · Афельченко · Синючков |

| Победитель Кубка Казахстана по футболу 1998-1999 |
| ------------------------------------------------ |
| Кайсар-Hurricane (Кызылорда) Первый титул        |

## Лучшие бомбардиры розыгрыша
| Игрок              | Команда                         | Голов |
| ------------------ | ------------------------------- | ----- |
| Александр Антропов | Восток-Алтын (Усть-Каменогорск) | 6     |
| Владимир Логинов   | Кайсар-Hurricane (Кызылорда)    | 4     |
| Серик Кошкаров     | Кайсар-Hurricane (Кызылорда)    | 4     |
| Гурам Макаев       | Батыр (Экибастуз)               | 4     |
| Виктор Антонов     | Иртыш (Павлодар)                | 3     |
| Кайрат Аубакиров   | Елимай (Семипалатинск)          | 3     |